# Rio Coman (Vaser)
O Rio Coman (Vaser) é um rio da Romênia, afluente do Vaser, localizado no distrito de Maramureş.